# 7-Eleven
7-Eleven (uttalas Seven-Eleven på engelska) är en amerikansk-japansk närbutikskedja som räknas som världens största med över 50 000 butiker. 7-Eleven ägs sedan 2005 av Seven & I Holdings Co. som har sitt huvudkontor i Tokyo.
Kedjan grundades 1927 i Oak Cliff, som Tote'm Stores. Namnet 7-Eleven började användas 1946 och kommer av att butikerna ursprungligen var öppna från sju på morgonen till elva på kvällen. På 1950- och 1960-talet expanderade 7-Eleven i franchiseform över hela USA och under 1970-talet exporterades konceptet till Europa, Asien och Australien för att under 1980-talet expandera ordentligt i främst Japan och övriga Asien. Ito-Yokado, den japanska franchisetagaren, köpte en kontrollpost i det amerikanska bolaget 1991 och blev storägare 1998 efter att ha räddat bolaget från konkurs. 7-Eleven, Inc. är sedan 2005 ett helägt dotterbolag till Seven-Eleven Japan Co..
De största marknaderna är Japan (15 500 butiker), USA (8 150), Thailand (9 500), Sydkorea (7 000), Taiwan (6 000), och kedjan finns även representerad i Kina (1 900), Malaysia (1500), Mexiko (1 500), Filippinerna (900), Australien (600), Singapore (500), Kanada (500), Sverige (200), Danmark (200), Norge (150) och Indonesien (150).

## 7-Eleven världen runt

### USA
I vissa delstater har 7-Eleven en så stor andel av marknaden att namnet degenererats och har blivit synonymt med närbutik. I vissa amerikanska delstater säljer 7-Eleven också bensin.
I USA har egna varumärken, som Slurpee, stor betydelse för 7-eleven och står för ungefär 30% av deras försäljning.
Dock finns 7-Eleven inte i alla delstater, exempelvis inte Minnesota och Wisconsin. Där har andra närbutikskedjor som SuperAmerica och Speedway tagit hand om samma marknad.

### Japan
I Japan har 7-Eleven inte bara mat, drycker och tidningar, utan även tv-spel med mera. Slurpees och Big Gulp säljs inte i Japan, men här finns en uppsjö av lokala varor. Däribland smörgåsar med kanterna bortskurna.
7-Eleven-butikerna i Korea och Kina liknar de japanska butikerna mycket och säljer ofta japansk mat.

### Thailand
Thailand har omkring 9500 7-Elevenbutiker, varav fler än 1 500 finns i Bangkok. Detta placerar Thailand på tredje plats efter USA och Japan i antal butiker. Ägandet och driften sköts av Charoen Pokphand och de flesta butikerna drivs genom franchise. Butikernas utbud och storlekar är större än de i Sverige och kan jämföras med en närbutik.

### Taiwan
I Taiwan är 7-Eleven den mest populära närbutikskedjan. Den första butiken öppnades 1980 och har växt till att omfatta 6 000) butiker 2021. Taiwan har flest antal butiker per capita med 6200 potentiella kunder per butik, att jämföra med Japans 14000 och USA 48000.

### Hongkong
I Hongkong är det Dairy Farm som driver 7-Eleven sedan 1981. År 2005 fanns det över 600 butiker i staden. Ungefär hälften av dessa drivs i franchiseform. I september 2004 köpte Dairy Farm företaget Daily Shop och döpte om deras butiker till 7-eleven under våren 2005.
7-Eleven i Hongkong säljer bland annat mat, drycker, tidningar, mediciner, cd-skivor, MP3-sånger och frimärken. I matsortimentet ingår mycket kinesisk mat.
Circle-K, en annan närbutikskedja, är 7-Elevens främsta konkurrent i Hongkong.

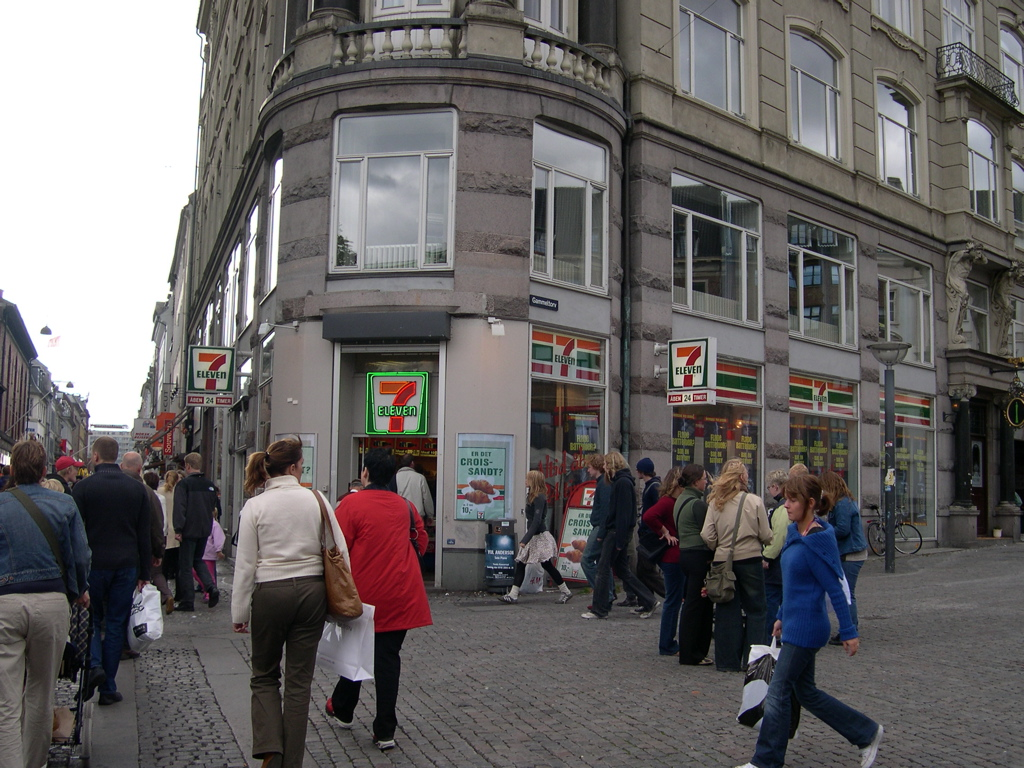
7-Eleven i centrala Köpenhamn.

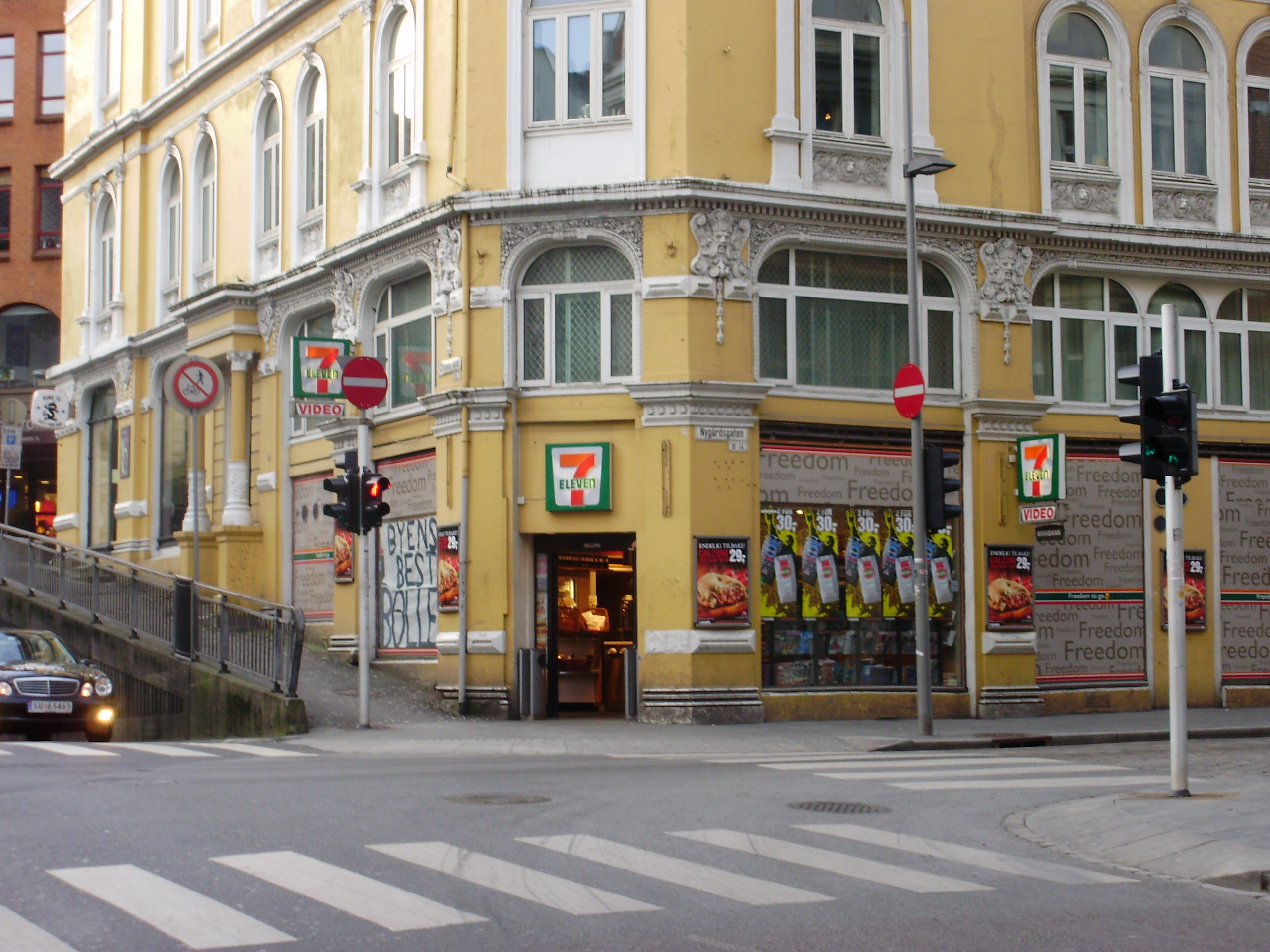
7-Eleven i Bergen.

### Skandinavien
Det skandinaviska 7-Eleven är en del av Reitangruppen AS och drivs i franchise-form. Man försöker placera butikerna i mycket centrala lägen på gathörn.
1993 fick det amerikanska företaget Small Shops licens för 7-Eleven i Sverige. Företaget fick omfattande kritik på grund av dess ofördelaktiga arbetskontrakt. Dessutom fanns en konflikt mellan franchisetagare och Small Shops ledning. Slutligen var 7-Elevens varumärke så dåligt att man beslöt att sälja de flesta av butikerna.
7-Eleven hade dock funnits i Sverige redan före Small Shops fick licensen här. Sveriges första 7-Eleven-butik öppnade på Tomtebogatan 29 i Stockholm i mars 1984. Under 1980-talet gick många små minilivs-butiker över och blev 7-Eleven. 1988 blev namnet känt genom låten Sarah av Mauro Scocco.
I december 1997 köptes Small Shops av den norska familjen Reitan. Sedan man dragit sig tillbaka hade man bara butiker i Stockholm och Göteborg. Därefter gick det dock bättre för 7-Eleven. År 2001 återkom 7-Eleven till södra Sverige för en mer genomtänkt etablering med start i Lund. Då hade man ungefär 40 butiker i Stockholm och tio i Göteborg. I augusti 2007 ingick Reitan och Shell ett avtal, som innebar att butikerna vid 269 st Shell- och YX-bensinstationer i Skandinavien blev 7-Elevenbutiker. Totala antalet 7-Elevenbutiker i Sverige ökade efter detta avtal från 77 till 189 stycken. Vid årsskiftet 2018-19 lades Sveriges första 7-Eleven-butik på Tomtebogatan ner för gott. Samtidigt avvecklades avtalet om 7-Elevenbutiker på bensinstationerna och 104 butiker togs över av bensinstationskedjan St1.
Till Norge kom 7-Eleven 1986. År 2007 hade man 105 butiker.
Den första danska butiken öppnade 1993 på Østerbro i Köpenhamn. Vid slutet av 2005 hade man 55 butiker. I augusti 2007 tecknades ett avtal mellan Reitan och Shell, vilket innebar att butikerna i 66 stycken YX-bensinstationer i Danmark blir 7-Elevenbutiker.

## Kritik
Under 2000-talet granskade TV3s samhällsprogram Insider Reitangruppen AS då det kommit in i ett tips till dem att flera 7-Eleven butiker blivit nedlagda, eller att ägaren sålt butiken på grund av bedrägerier ifrån Reitangruppen AS. Butikerna ska då ha blivit ersättningsskyldiga för saker som ska ha snattats i butiker, och det var stora summor – något som TV3 kunde bevisa inte var sant. Dagen efter att programmet sänts ändrade sig Reitangruppen AS, och gick ut genom sin webbplats med personliga ursäkter och erkände att man hade misskött sig i Sverige.